# Winnie Li
Wen-Ch'ing (Winnie) Li (chiń. 李文卿; ur. 25 grudnia 1948) – tajwańsko-amerykańska matematyczka, profesor matematyki na Uniwersytecie Stanu Pensylwania. Zajmuje się teorią liczb, a jej badania koncentrują się na teorii form automorficznych i zastosowaniach teorii liczb do teorii kodowania i teorii grafów spektralnych. Zastosowała wyniki swoich badań w formach automorficznych i teorii liczb do budowy wydajnych sieci komunikacyjnych zwanych grafami Ramanujana.

## Życiorys
Li ukończyła w 1970 r. studia licencjackie na Państwowym Uniwersytecie Tajwańskim. Na roku poznała  inne matematyczki, jak Fan Chung, Sun-Yung Alice Chang i Jang-Mei Wu. Stopień doktora uzyskała na Uniwersytecie Kalifornijskim w Berkeley w 1974 roku pod kierunkiem Andrew Ogga. Była adiunktem Benjamina Pierce’a na Uniwersytecie Harvarda od 1974 do 1977 oraz adiunktem na Uniwersytecie Illinois w Chicago od 1978 do 1979 roku. Była także dyrektorem National Center of Theoretical Sciences w Tajwanie od 2009 do 2014 roku. Została emerytowanym profesorem matematyki na Uniwersytecie Stanowym Pensylwanii.

## Upamiętnienie
W 2010 roku Li została laureatką nagrody Cherna, przyznawanej co trzy lata wybitnemu chińskiemu matematykowi. W 2012 roku została członkinią Amerykańskiego Towarzystwa Matematycznego. Została wybrana do wygłoszenia Noether Lecture w 2015 roku. Ma liczbę Erdősa równą 1.